# Arquet FC
Arquet FC is een Belgische voetbalclub uit Vedrin. De club is aangesloten bij de KBVB met stamnummer 4210 en heeft blauw als clubkleur. De club speelde in haar bestaan enkele jaren in de nationale reeksen. Arquet FC speelt in de buurt van de Naamse wijken Les Comognes en Fond d'Arquet.

## Geschiedenis
Tot de Tweede Wereldoorlog speelden in Vedrin en Champion de voetbalclubs Étoile Filante de Champion en Cercle Sportif Comognes. Op het eind van de oorlog begon men weer men voetballen en uit beide clubs ontstond in 1945 voetbalclub Arquet FC. Men sloot zich aan bij de KBVB onder het nieuwe stamnummer 4210. De club ging de volgende decennia in de provinciale reeksen spelen.
Arquet FC kon opklimmen in de provinciale reeksen en in 1979 bereikte men voor het eerst in de clubgeschiedenis de nationale reeksen. Daar werd men bij het debuutseizoen in Vierde Klasse echter voorlaatste en na een seizoen zakte men weer naar de provinciale reeksen.
Na elf jaar provinciaal voetbal promoveerde men in 1991 nogmaals naar Vierde Klasse. Opnieuw kende Arquet FC daar weinig succes. Men werd weer voorlaatste en degradeerde weer na slechts een seizoen. Bij het 50-jarig bestaan in 1995 werd de club koninklijk. Halverwege de jaren 90 behaalde men enkele keer de interprovinciale eindronde. In 1997 werd men daar uitgeschakelde door Jeunesse Arlonaise en in 1998 door RSC Barvautois. Arquet slaagde er zo telkens niet in een nieuwe promotie af te dwingen en in 1999 zakte men zelfs naar Tweede Provinciale.
De volgende jaren bleef Arquet FC daar spelen en ging men enkele keren op en neer tussen Eerste en Tweede Provinciale.

In het seizoen 2022/23 speelde FC Arquet kampioen in 1e Provinciale Namen en komt zo na 32 jaar opnieuw uit in de nationale reeksen.

## Resultaten
| 2016/17 |  |  |  |  |    | 14 |   | Eerste Prov. Namen    | 34 |                                              |
| 2017/18 |  |  |  |  |    |    | 1 | Tweede Prov. Namen A  | 62 |                                              |
| 2018/29 |  |  |  |  |    | 14 |   | Eerste Prov. Namen    | 32 |                                              |
| 2019/20 |  |  |  |  |    |    | 3 | Tweede Prov. Namen B  | 42 |                                              |
| 2020/21 |  |  |  |  |    |    | - | Tweede Prov. Namen B  | -  | Competitie geschrapt vanwege COVID-19-virus. |
| 2021/22 |  |  |  |  |    |    | 1 | Tweede Prov. Namen A  | 69 |                                              |
| 2022/23 |  |  |  |  |    | 1  |   | Eerste Prov. Namen    | 75 |                                              |
| 2023/24 |  |  |  |  | 10 |    |   | Derde Afdeling ACFF A | 37 |                                              |
| 2024/25 |  |  |  |  | 5  |    |   | Derde Afdeling ACFF A | 46 |                                              |
| 2025/26 |  |  |  |  |    |    |   | Derde afdeling ACCF A |    |                                              |